# Les Demoiselles de Langon
Les Demoiselles de Langon est un ensemble mégalithique situé à Langon dans le département français d'Ille-et-Vilaine. Le site se compose de plusieurs alignements mégalithiques et d'un tertre tumulaire.

## Protection
D'après les relevés de P. Bézier (1883) et ceux de L. Collin (années 1930), le site comportait un peu plus de 40 monolithes. Depuis, il a été endommagé en raison du développement anarchique de l'urbanisation dans le secteur de la Lande du Moulin, ce qui rend sa compréhension assez difficile. L'édifice est classé au titre des monuments historiques en 1976.

## Description

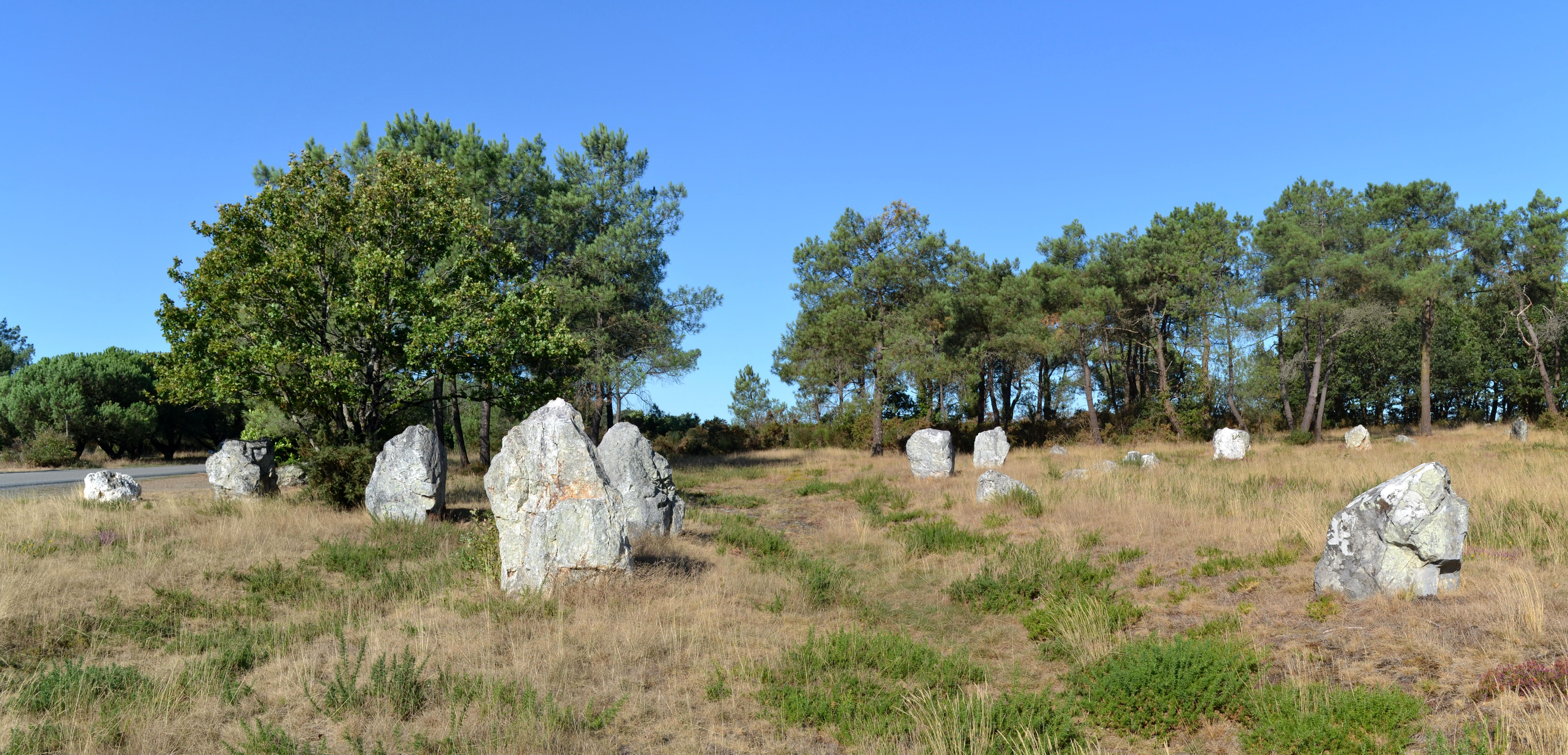

L'ensemble a été érigé sur un plateau culminant à 50 m d'altitude. Il se compose désormais de 29 menhirs debout ou renversés (23 en quartz blanc, 5 en schiste et 1 en grès) de forme très irrégulière dessinant au moins quatre alignements et un tertre tumulaire.

### Les alignements
L'alignement principal, composé de 12 menhirs, prend la forme d'un grand ovale, long de 45 m et large de 35 m, orienté selon un axe sud-ouest/nord-est. Dans le tiers supérieur cet ovale, deux menhirs sont alignés entre eux selon une orientation sensiblement ouest/est.  Deux lignes courbes, partiellement concentriques, s'étirent sur le pourtour ouest de l'ovale. Elles sont constituées de respectivement 6 et 4 menhirs. Une dernière ligne de 5 menhirs dessine un petit arc de cercle au sud-est de l'ensemble.

### Les tertres

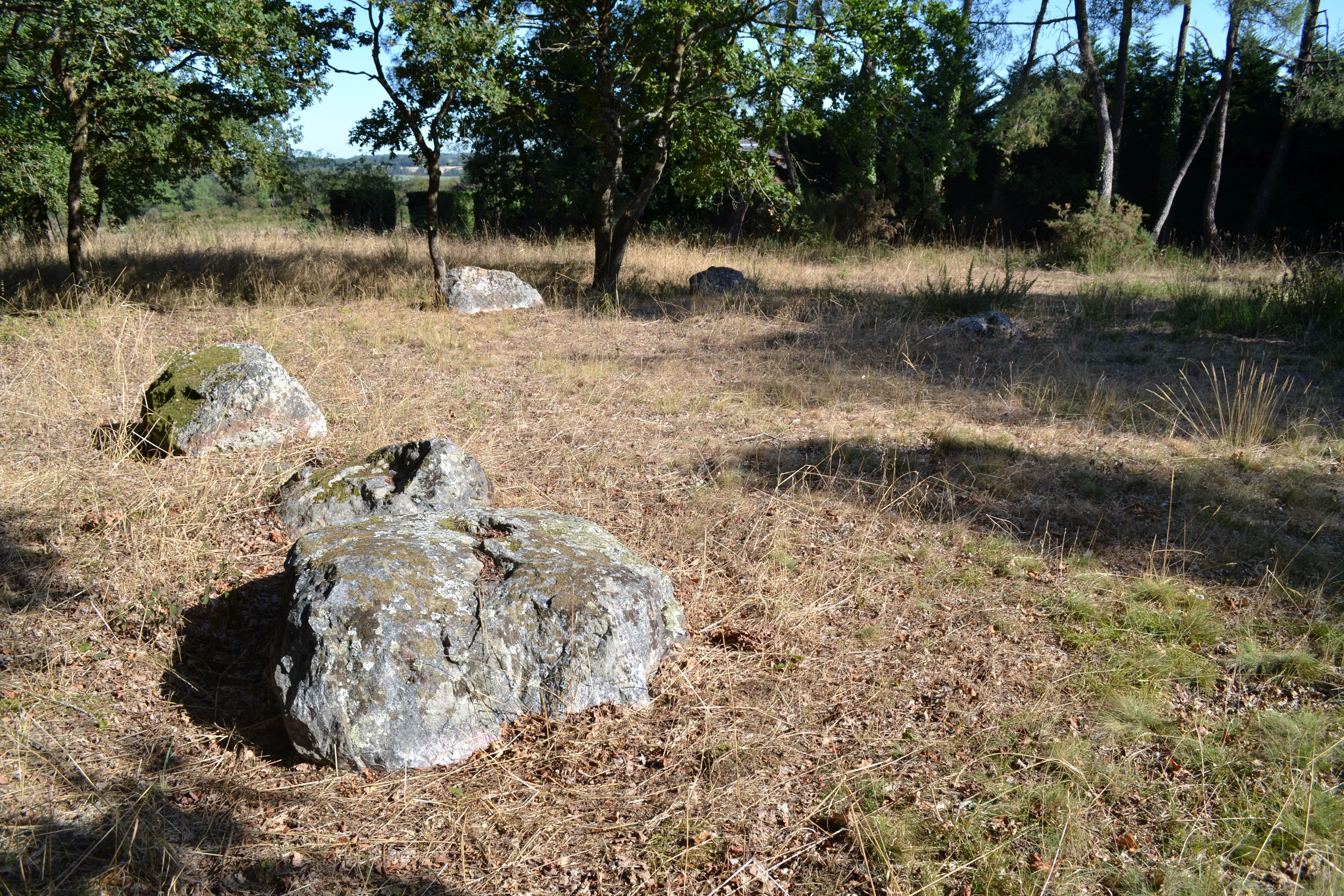
Tertre tumulaire au nord des alignements

Dans la description de P. Bézier, 9 blocs, distants de 4 m à 6 m constituaient une enceinte de 17 m de diamètre au centre de laquelle était placé un dixième bloc. Ces blocs, dont la hauteur s'échelonnait entre 0,70 m et 1,50 m, pour une largeur oscillant entre 0,90 m et 1,30 m, étaient en schiste quartzeux ou en quartz blanc. Situés à 6 m au nord-est de cette première enceinte, quatre blocs prismatiques de 1 m de côté délimitaient un deuxième tertre orné d'un menhir au centre. Il existait enfin une troisième enceinte, constituée d'une vingtaine de petits blocs qui s'étirait sur 20 m de long et 8 m de large. P Bézier mentionne aussi un menhir isolé, désormais disparu, qui se trouvait à 100 m des alignements (0,80 m de haut, 1,20 m de large et 1,10 m d'épaisseur).
L'ensemble est désormais en grande partie ruiné puisqu'il n'existe plus qu'un seul tertre (13 m de long, 7 m de large), de forme rectangulaire composé de 7 blocs dont la hauteur varie entre 0,50 m et 0,70 m pour une largeur de 0,90 m et 1,10 m.

## Folklore
Selon la tradition populaire, les Demoiselles sont des jeunes filles qui furent pétrifiées pour avoir dansé sur la lande plutôt que d'assister aux vêpres le dimanche.